# Antonio Zapata y Cisneros
Antonio Zapata y Cisneros (Madrid, 8 de outubro de 1550 - Madrid, 27 de abril de 1635) foi um cardeal do século XVII

## Biografia
Nasceu em Madrid em 8 de outubro de 1550. Filho mais velho de Francisco Zapata de Cisneros, primeiro conde de Barajas, e María Clara de Mendoza. Os outros filhos eram Juan Zapata, comendador de Guadalcanal; Diego Zapata de Mendoza, segundo conde de Barajas; Joana Zapata; Maria Zapata; Catalina Zapata de Mendoza; e 1 outra criança. Sobrinho-neto do Cardeal Francisco Jiménez de Cisneros, OFMObs. (1507). Batizado na igreja del Salvador, Madrid. Renunciou a seus direitos de primogenitura em favor de seu irmão para entrar no estado eclesiástico. Ele também está listado como Zapata y Mendoza; o segundo sobrenome era da mãe; o de seu pai era Zapata y Cisneros; seu sobrenome também está listado como Zappata.
Estudou no Colégio de San Bartolomé, Universidade de Salamanca, onde em 16 de outubro de 1579 obteve a licenciatura em direito canônico..
Ordenado ao sacerdócio (sem mais informações encontradas). Inquisidor e racionero em Cuenca. Cônego do capítulo da catedral de Toledo. Inquisidor em Toledo..
Eleito bispo de Cádis em 17 de agosto de 1587. Consagrado em novembro de 1587, Madri, pelo cardeal Gaspar de Quiroga Vela, arcebispo de Toledo, coadjuvado por Sebastián Pérez, bispo de Osma, e por Diego de la Calzada, bispo titular de Salona e auxiliar de Toledo. Em Cádiz, fundou o Seminário de San Bartolomé em 2 de novembro de 1589; e teve uma influência decisiva na construção das muralhas de Cádiz. Transferido para a sede de Pamplona em 13 de maio de 1596. Em Pamplona, destacou-se pela assistência às vítimas da epidemia de cólera. Membro do Conselho de Estado desde 1599; não exerceu suas funções durante sua longa estada em Roma; retomou o cargo de 1618 até 1634. Promovido à sé metropolitana de Burgos, em 11 de setembro de 1600..
Criado cardeal sacerdote no consistório de 9 de junho de 1604. Renunciou ao governo da arquidiocese antes de 20 de outubro de 1604. Não participou do conclave de março de 1605, que elegeu o Papa Leão XI. Participou do conclave de maio de 1605, que elegeu o Papa Paulo V. Recebeu o gorro vermelho e o título de S. Matteo em Merulana, em 20 de junho de 1605. Protetor geral da Espanha perante a Santa Sé. Optou pelo título de S. Croce in Gerusalemme, em 5 de junho de 1606. Em 1611 representou o Embaixador da Espanha em Roma, Francisco de Castro, durante sua ausência, e logo em seguida exerceu as funções de Inquisidor. Optou pelo título de S. Balbina, a 17 de Outubro de 1616. Regressou a Espanha em 1617 acompanhando os restos mortais de S. Francisco de Borja. Impôs o chapéu cardinalício a Fernando de Áustria, 1619. Vice-rei de Nápoles, 1620-1622; retornou à Espanha em 22 de dezembro de 1622. Participou do conclave de 1621, que elegeu o Papa Gregório XV. Não participou do conclave de 1623, que elegeu o Papa Urbano VIII. Batizou a princesa Maria Catalina, filha do rei Felipe IV de Espanha, em 1623. Co-administradora da arquidiocese de Toledo, juntamente com o cardeal infante Fernando de Áustria, 1625. Nomeada pelo Papa Urbano VIII inquisidor geral da Espanha, em 30 de janeiro de 1627; ocupou o cargo até 1632. Renunciou a todos os cargos e retirou-se para Barajas, perto de Madrid, em 1634. Escreveu o livro "Discurso de la obrigación en conciencia y justicia que los prelados tienen en proveer las permanências y benefícios eclesiásticos", dedicado ao cardeal infante da Espanha, publicado em Madri em 1629..
Morreu em Madrid em 27 de abril de 1635. Sepultada, igreja do convento dos Franciscanos Descalços, Barajas. Há uma rua em Cádis com o seu nome..